# Cover Night
Cover Night fue un programa de televisión musical español producido por Shine Iberia (Banijay Iberia) y emitido en La 1 desde el 2 de marzo de 2023. Este formato fue presentado por Ruth Lorenzo, Ana Guerra y Abraham Mateo y consistía en encontrar las mejores versiones a manos de cantantes amateurs de España. Tras sus discretos datos de audiencia, el programa fue reubicado en la noche de los sábados a las 22:00 y, al no destacar en su nueva ubicación, volvió a los jueves el 13 de abril de 2023.

## Formato
Cada concursante presentará ante los jueces su versión de una famosa canción, reinterpretada en su propio estilo. Debe convencer a los artistas que forman parte del jurado (Miguel Bosé, Chanel, Juan Magán y Mónica Naranjo), y es que de ellos depende que el concursante pase a la siguiente ronda. Los cuatro jueces tendrán que votar en verde si desea que siga concursando o en rojo si cree que debería abandonar el programa. Con tres o cuatro votos verdes seguirá concursando, pero si recibe menos de tres será eliminado. Aquellas personas elegidas por el jurado para seguir participando ocuparán las cabinas de Cover Night.
Solo hay nueve disponibles. Cuando todas estén ocupadas, empezarán los retos. El público del plató también es importante: decidirá quiénes se enfrentan en los duelos que veremos en los programas. Los participantes intentarán mantenerse en sus cabinas y llegar a la final. El ganador se llevará el trofeo de Cover Night y 100.000 euros en metálico.

## Equipo

### Presentador (es)
| Ruth Lorenzo  | Presentadora titular |  |  |
| Ana Guerra    | Backstage            |  |  |
| Abraham Mateo | Backstage            |  |  |

### Jurado
| Mónica Naranjo | Jurado |  |  |
| Miguel Bosé    | Jurado |  |  |
| Chanel         | Jurado |  |  |
| Juan Magán     | Jurado |  |  |

### Concursantes
- Jesús González (cantante)
- José Luis Jaén
- J Kbello
- David Angulo
- Audrey (cantante)
- Jesús Martí (ganador)
- Virginia Alves
- María Subirà
- Peter López (cantante)

## Temporadas y episodios
| Temporada | Temporada | Episodios | Estreno            | Final              | Audiencia media |
| --------- | --------- | --------- | ------------------ | ------------------ | --------------- |
|           | 1         | 12        | 2 de marzo de 2023 | 18 de mayo de 2023 | 592 000 (6,9%)  |

### Audiencias
| N.º        | Fecha de emisión                    | Audiencia         |
| ---------- | ----------------------------------- | ----------------- |
| 02/03/2023 | Gala 1 / Elección de participantes  | 1 104 000 (11,9%) |
| 09/03/2023 | Gala 2 / Elección de participantes  | 556 000 (6,5%)    |
| 18/03/2023 | Gala 3 / Elección de participantes  | 703 000 (6,5%)    |
| 25/03/2023 | Gala 4 / Elección de participantes  | 779 000 (8,2%)    |
| 01/04/2023 | Gala 5 / Elección de participantes  | 580 000 (5,6%)    |
| 08/04/2023 | Gala 6 / Elección de participantes  | 611 000 (6,0%)    |
| 13/04/2023 | Gala 7 / Elección de participantes  | 449 000 (5,8%)    |
| 20/04/2023 | Gala 8 / Elección de participantes  | 354 000 (5,5%)    |
| 27/04/2023 | Gala 9 / Elección de participantes  | 501 000 (5,6%)    |
| 04/05/2023 | Gala 10 / Elección de participantes | 468 000 (6,5%)    |
| 11/05/2023 | Gala 11 / Semifinal                 | 507 000 (6,8%)    |
| 18/05/2023 | Gala 12 / Final                     | 494 000 (8,0%)    |

     Líder en su franja horaria.